# Scott Ian
Scott Ian Rosenfeld (művésznevén Scott Ian) (Queens, New York, 1963. december 31. –) amerikai zenész, az Anthrax nevű thrash metal együttes alapítója, vezetője és ritmusgitárosa. Emellett még ő a gitárosa a crossover thrash stílusú Stormtroopers of Death zenekarnak és a The Damned Things nevű supergroupnak. Ian a műsorvezetője a The Rock Show nevű műsornak a VH1-on, és szerepelt ugyanezen csatorna I Love the... című műsorában, a Heavy: The Story of Metalban, és a SuperGroupban is. Felesége Pearl, Meat Loaf lánya.

## Fordítás
- Ez a szócikk részben vagy egészben  a   Scott Ian című angol Wikipédia-szócikk fordításán alapul.  Az eredeti cikk szerkesztőit annak laptörténete sorolja fel. Ez a jelzés csupán a megfogalmazás eredetét és a szerzői jogokat jelzi, nem szolgál a cikkben szereplő információk forrásmegjelöléseként.